# Lido di Castel Fusano
Lido di Castel Fusano är Roms trettiofemte quartiere och har beteckningen Q. XXXV. Quartiere Lido di Castel Fusano är uppkallat efter parkområdet Castel Fusano. Quartiere Lido di Castel Fusano bildades år 1961.

## Kyrkobyggnader
- Chiesa di Villa di Plinio

## Övrigt
- Villa della Palombara
- Parco urbano Pineta di Castel Fusano
- Vasche di Maccarese

## Bilder
| - Vasche di Maccarese. |